# Hrabstwo Gilchrist
Gilchrist – hrabstwo w stanie Floryda, w USA. Jego siedzibą administracyjną jest Trenton.
Powierzchnia hrabstwa to 921 km² (w tym 17 km² stanowią wody). Według spisu w 2020 roku liczy 17 864 mieszkańców, w tym 87% stanowiły białe społeczności nielatynoskie. Gęstość zaludnienia wynosi 21 osób/km².

## Miejscowości
- Bell
- Fanning Springs
- Spring Ridge (CDP)
- Trenton

## Sąsiednie hrabstwa
- Hrabstwo Columbia – północny wschód
- Hrabstwo Alachua – wschód
- Hrabstwo Levy – południe
- Hrabstwo Dixie – południowy zachód
- Hrabstwo Suwannee – północny zachód
- Hrabstwo Lafayette – północny zachód

## Polityka
Hrabstwo bardzo mocno republikańskie, gdzie w wyborach prezydenckich w 2020 roku, 81,5% głosów otrzymał Donald Trump i 17,6% przypadło dla Joe Bidena. 